# Lluís Graner
Lluís Graner né à Barcelone le 5 février 1863 et mort dans la même ville le 7 mai 1929 est un peintre espagnol.

## Biographie
Lluís Graner i Arrufat (en espagnol) ou Lluís Graner i Arrufí (en catalan) entre à l'École de la Llotja de Barcelone en 1883 avec Antoni Caba (es) comme professeur de peinture et Benet Mercadé (es) comme professeur de dessin. 
Lors de sa dernière année scolaire, il obtient une bourse pour se rendre en pension à Madrid, où il copie et étudie les maîtres du musée du Prado. Joaquim Mir i Trinxet commencera à étudier la peinture sous la direction de Lluís Graner qui va l'initier au genre du paysage. 
Il se rend à París, pensionné par la députation, mais il continue à exposer souvent dans la capitale catalane. Il devient membre de la Société nationale des beaux-arts de France. En 1898, il crée une affiche pour la collection JOB. Par la suite, il s'installe à Barcelone, mais continue à exposer dans diverses villes européennes comme Berlin, Paris, Madrid, Munich et Düsseldorf.
Influencé par les théories wagnériennes à la mode sur l'art total, il décide d'abandonner la peinture en 1904 pour inaugurer, en qualité de directeur et de premier responsable, la salle Mercè (ca), espace qui devait combiner divers langages artistiques, anciens comme plus récents, telle la cinématographie. Dès le début, Graner va obtenir la collaboration de personnalités liées à la culture catalane de l'époque, dont Antoni Gaudí, Adrià Gual (es), Santiago Rusiñol, Salvador Alarma (es), Ramon Casas, Enric Clarasó (es), Enric Morera i Viura et Enrique Granados. Graner dirigera cette salle de 1904 à 1908, mais son activité se solde par un échec qui oblige le peintre à survivre économiquement en réalisant des portraits sur commande. 
Par la suite, il part vivre à La Havane, puis à New York. Il voyage dans toute l'Amérique jusqu'à Santiago, Buenos Aires et Rio de Janeiro. Il survit alors grâce à l'argent que lui envoient ses amis. Il retourne à Barcelone en 1928, réalise une exposition à l'hôtel Ritz et meurt le 7 mai 1929.
|
Ses œuvres sont conservées à Barcelone au musée national d'art de Catalogne.

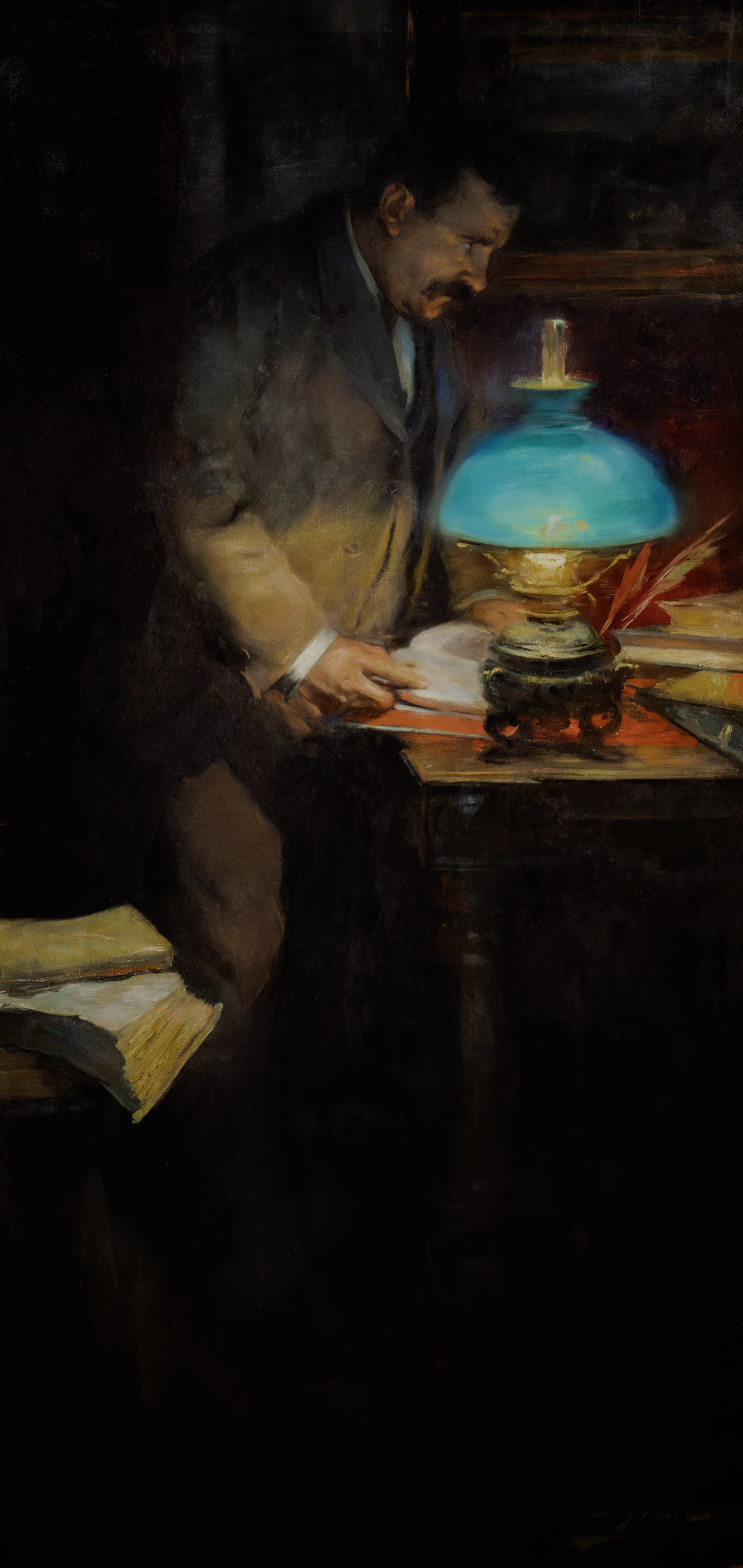
Portrait du critique d'art et écrivain Raimon Casellas (1894) musée national d'art de Catalogne
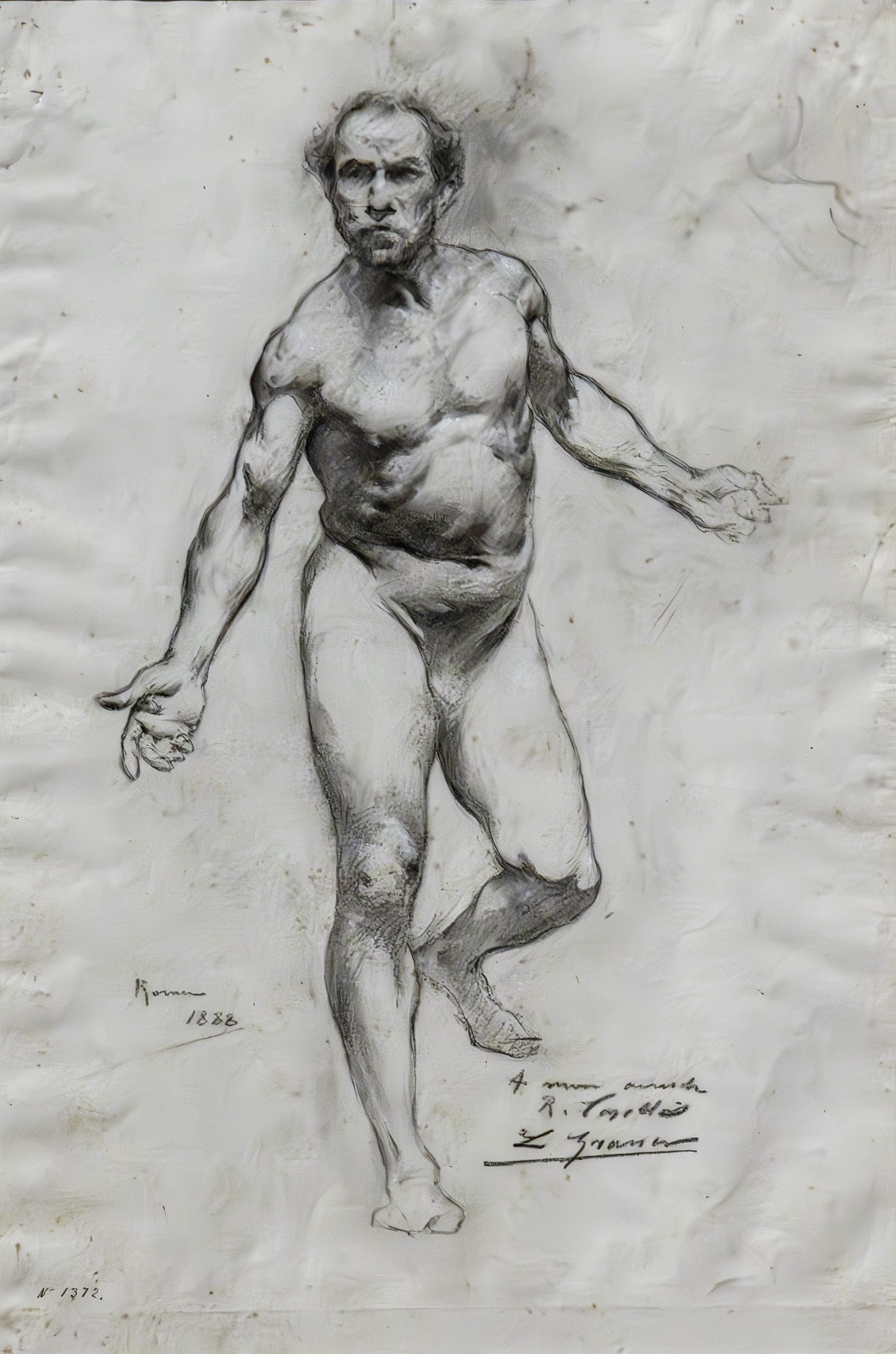
Dessin - Étude académique d'un nu masculin (1888) musée national d'art de Catalogne
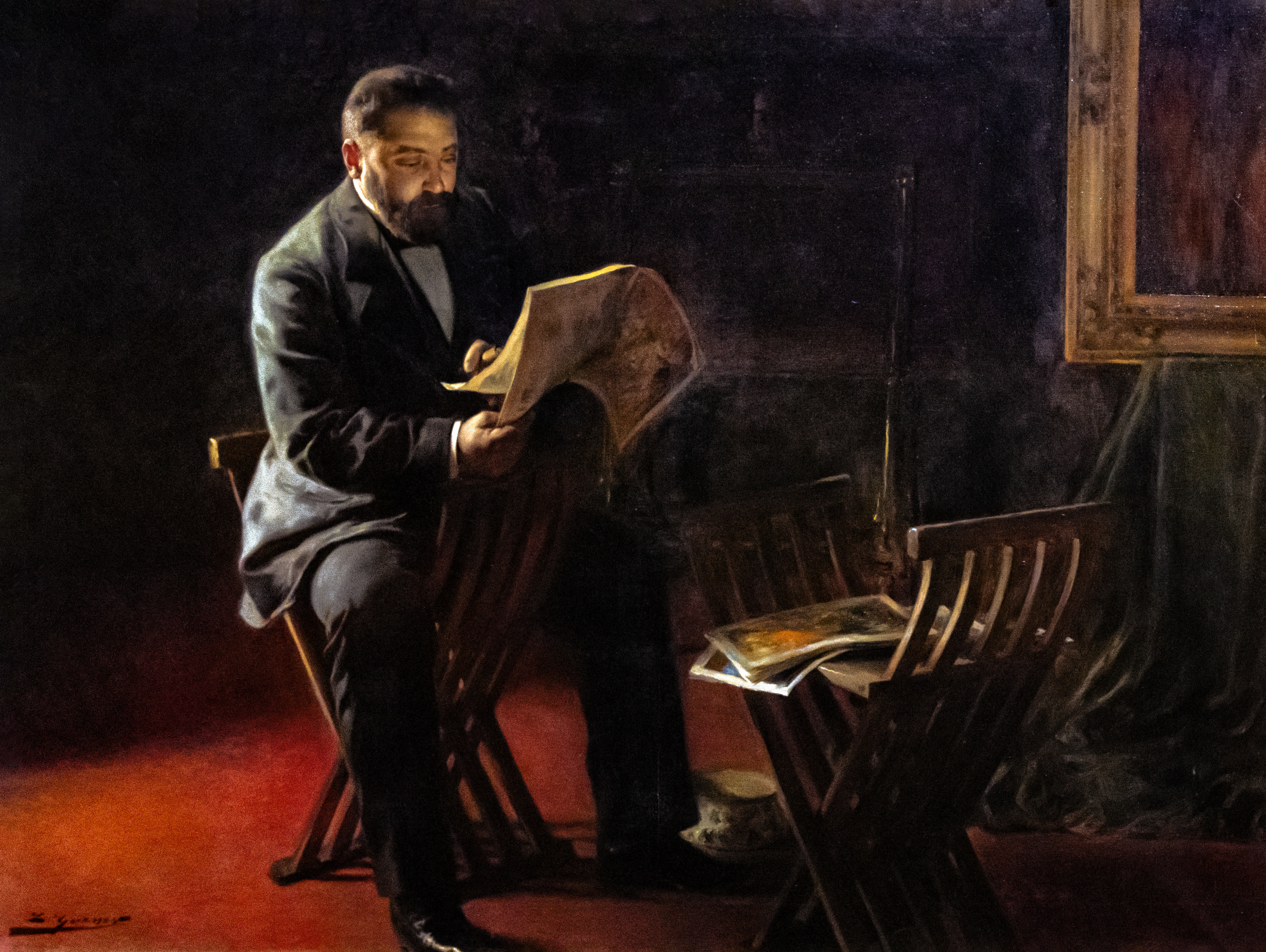
Portrait de Joaquim Cabot i Rovira (1899) musée national d'art de Catalogne
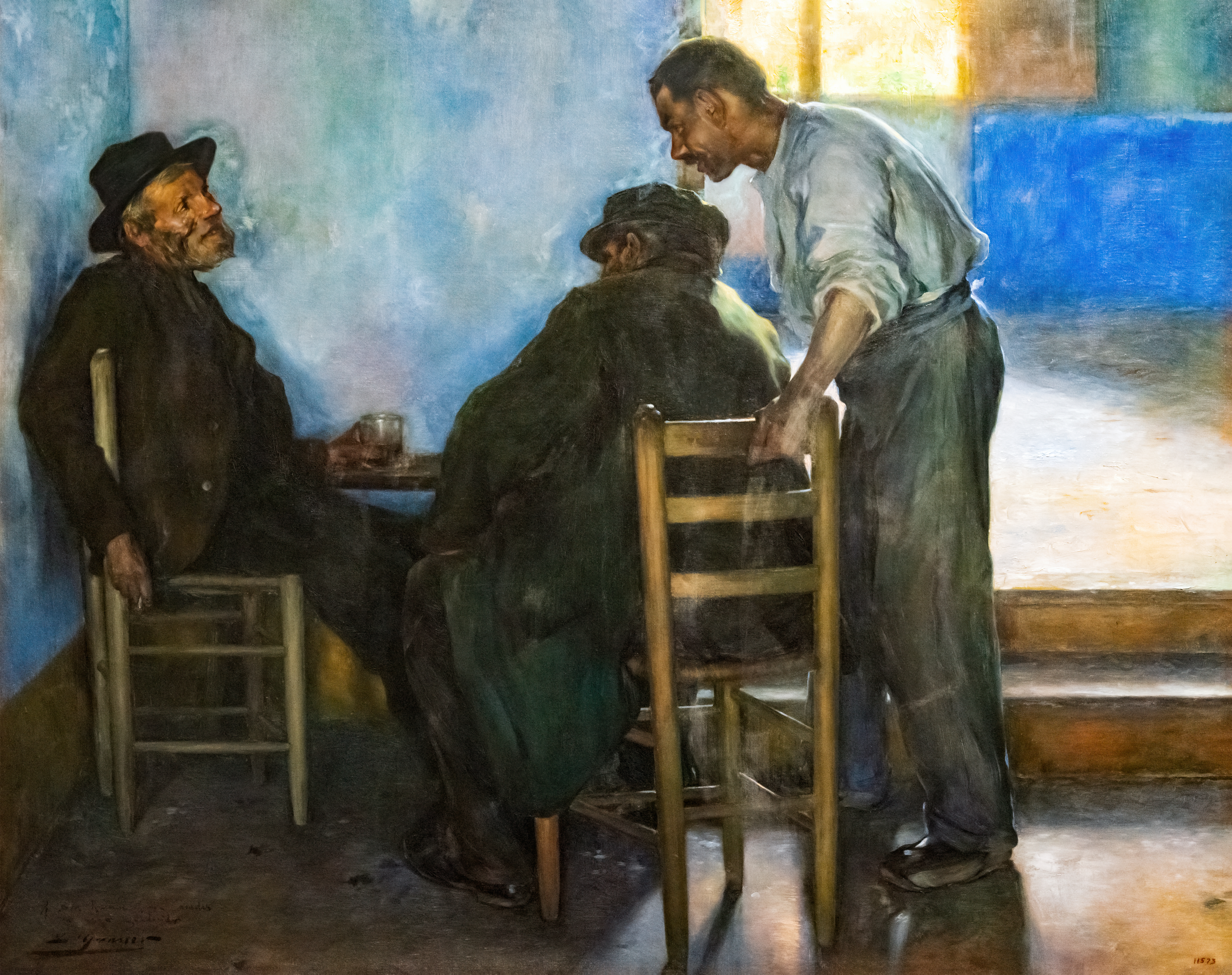
Interior de taverna (1900) musée national d'art de Catalogne

## Récompenses
- 1888 : médaille de 3e classe à l'Exposition universelle de Barcelone.
- 1889 : médaille de 3e classe à l'Exposition universelle de Paris.